# The Winning Goal
The Winning Goal er en britisk stumfilm fra 1920 af G. B. Samuelson.

## Medvirkende
- Harold Walden som Jack Metherill
- Maudie Dunham som Elsie Whitworth
- Tom Reynolds som Edmond
- Haidee Wright som Mrs. Whitworth
- Jack Cock